# Джослин Гейдж, Матильда
Мати́льда Джо́слин Ге́йдж (англ. Matilda Joslyn Gage; 24 марта 1826[…], Cicero, Нью-Йорк — 18 марта 1898[…], Чикаго, Иллинойс) — американская писательница и активистка. Она известна своим вкладом в обеспечение избирательного права женщин в Соединённых Штатах (то есть права голоса), но она также выступала за права коренных американцев, аболиционизм и свободомыслие. Её имя связано с «эффектом Матильды», который описывает тенденцию отрицать заслуги женщин в научных изобретениях. Она оказала влияние на своего зятя Фрэнка Баума, автора «Удивительный волшебник из страны Оз».
Она была самым молодым оратором на Национальной конвенции о правах женщин 1852 года, проходившей в Сиракьюс, штат Нью-Йорк. Она была неутомимым работником и оратором, опубликовала множество статей в прессе и считалась «одним из самых логичных, бесстрашных и научных писателей своего времени». Вместе со Сьюзен Б. Энтони и Элизабет Кейди Стэнтон в 1869 году она помогла основать Национальную ассоциацию по защите избирательных прав женщин. В 1878—1881 годах она издавала и редактировала газету «National Citizen», посвященную правам женщин. Вместе с Элизабет Стэнтон и Энтони она в течение многих лет оставалась в авангарде движения за избирательное право женщин, сотрудничая с ними в написании «Истории избирательного права женщин» (1881—1887). Она была автором «Катехизиса о правах женщины» (1868), «Женщина как изобретатель» (1870), «Кто планировал кампанию в Теннесси» (1880) и «Женщина, церковь и Государство» (1893).
В течение многих лет она была связана с Национальной ассоциацией женщин за избирательные права, но когда её взгляды на избирательное право и феминизм стали слишком радикальными для многих её членов, она основала Национальный либеральный союз женщин, целями которого были: отстаивание естественного права женщин на самоуправление; демонстрация причина задержки с признанием её требований; сохранить принципы гражданской и религиозной свободы; привлечь общественное мнение к осознанию опасности союза церкви и государства путем внесения поправки в конституцию и осудить доктрину неполноценности женщины. Она занимала пост президента этого профсоюза с момента его основания в 1890 году до своей смерти в Чикаго в 1898 году.

## Происхождение и образование
Матильда Электа Джослин родилась в Сисеро, штат Нью-Йорк, 24 марта 1826 года. Её родителями были доктор Езекия и Хелен (Лесли) Джослин. Её отец, выходец из Новой Англии, революционер по происхождению, был либеральным мыслителем и одним из первых аболиционистов. От своей матери, которая происходила из шотландской семьи Лесли, Гейдж унаследовала любовь к историческим исследованиям. Их домом была станция Подземной железной дороги, безопасное место для беглых рабов.
Раннее образование она получила от родителей, и интеллектуальная атмосфера её дома оказала влияние на её карьеру. Она училась в Либеральном институте Клинтона в Клинтоне, округ Онейда, штат Нью-Йорк.

## Брак и ранний активизм
6 января 1845 года, в возрасте 18 лет, она вышла замуж за Генри Хилл Гейджа, торговца из Сисеро, и они поселились в Фейетвилле, штат Нью-Йорк. Ей грозила тюрьма за её действия, связанные с Подземной железной дорогой, в соответствии с Законом о беглых рабах 1850 года, который предусматривал уголовную ответственность за помощь беглым рабам. Гейдж стала участницей движения за права женщин в 1852 году, когда решила выступить на Национальном съезде по защите прав женщин в Сиракузах, штат Нью-Йорк.

## Писатель и редактор
Гейдж была хорошо образованной и плодовитой писательницей — самой одаренной и образованной женщиной своего времени, по словам её преданного зятя Фрэнка Баума. Она переписывалась с многочисленными газетами, освещая события в движении за избирательные права для женщин. В 1878 году она купила «Избирательную урну», ежемесячный журнал ассоциации избирателей Толидо, штат Огайо, когда его редактор Сара Р. Л. Уильямс решила уйти на пенсию. Гейдж превратила его в «Национальный гражданин и избирательная урна», объяснив свои намерения в отношении газеты следующим образом:
Его главной целью будет обеспечение национальной защиты женщин-граждан в осуществлении их избирательных прав… он будет выступать против классового законодательства в любой форме… Женщины любого класса, положения, ранга и имени найдут в этой газете поддержку

— Матильда Джослин Гейдж, «Проспект».
Гейдж была главным редактором журнала в течение следующих трех лет (до 1881 года), писала и публиковала эссе по широкому кругу вопросов. Каждое издание было озаглавлено «Перо сильнее меча» и включало регулярные колонки о выдающихся женщинах в истории и женщинах-изобретателях. Гейдж писала ясно, логично и часто с сухим остроумием и отточенным чувством иронии. Когда она писала о законах, которые позволяют мужчине завещать своих детей опекуну, не имеющему отношения к их матери, Гейдж заметила:
Иногда лучше быть мертвым мужчиной, чем живой женщиной.

— Матильда Джослин Гейдж, «Все права, которые я хочу»

### Женщины-изобретатели
В 1870 году Гейдж опубликовала брошюру под названием «Женщина как изобретатель». Брошюра описана как «Трактаты о женском избирательном праве — № 1» и была опубликована Ассоциацией женского избирательного права штата Нью-Йорк, которую Гейдж помогла основать. В 1883 году Гейдж опубликовал аналогичное эссе под названием «Женщина как изобретатель» в журнале «Североамериканское обозрение». В обеих брошюрах Гейдж утверждала, что женщины уже являются компетентными изобретателями, и подкрепляла свои доводы примерами женщин-изобретательниц.
Гейдж упомянула Сару Мэзер, изобретательницу глубоководного телескопа; Мэгги Найт, которая изобрела машину для изготовления сумок с откидным дном; Барбару Утманн, которая изобрела кружево для подушек; и Анжелика дю Кудрэ, которая изобрела плюшевый манекен для практики акушерства. Гейдж также приводила таких богинь, как Минерва, Исида, мама Оклло и Лэй Цзу, в качестве примеров женской изобретательности. Опираясь на идеи древнегреческого историка Диодора Сицилийского, Гейдж полагала, что богини изначально были настоящими женщинами, которых обожествляли из-за выгоды от их изобретений. Гейдж утверждала, что Древний Египет был матриархальным обществом, с этой идеей историки сегодня не согласны.
Наиболее спорным утверждением Гейдж было то, что хлопкоочистительную машину изобрела Кэтрин Грин, а не Эли Уитни. Гейдж также утверждала, что за оборудование для подковывания лошадей отвечала женщина.

Гейдж также обозначила препятствия, мешающие женщинам стать изобретателями и получить патенты. Гейдж утверждала, что общество неодобрительно относится к женщинам-изобретателям, побуждая их подавлять свои таланты, не стремиться к получению технического образования и патентовать свои изобретения под именами мужей или других мужчин, чтобы избежать насмешек. Гейдж также критиковала законы, ограничивающие контроль женщин над полученными ими патентами. В 1883 году она написала:
Ни в одном штате Союза замужняя женщина не имеет права на свой заработок в рамках семьи; и ни в половине из них она не имеет права на контроль над бизнесом, осуществляемым вне семьи. Если такой женщине удастся получить патент, что тогда? Сможет ли она поступать так, как ей заблагорассудится? Нисколько. У неё не было бы никаких прав, титула или власти над этой работой её собственного мозга.
В ответ на статью 1883 года The New York Times опубликовала статью, в которой говорилось, что Гейдж «прямо ответила» на «распространенный упрек, с которым сталкиваются амбициозные женщины, в том, что они не обладают изобретательским или механическим гением». Кара Свенсон утверждает, что усилия Гейдж помогли изменить общественное мнение о женщинах-изобретателях., хотя это и не убедило мужчин в том, что женщины должны голосовать.

### Женщина, Церковь и Государство
В 1893 году Гейдж опубликовала книгу «Женщина, церковь и Государство», в которой утверждала, что церковь несет ответственность за притеснение женщин на протяжении всей истории. Гейдж считала, что сопротивление церкви равноправию женщин является основополагающим для других церковных верований и что церковь получила власть, повлияв на законы о браке и образовании. Как и в своих брошюрах об изобретениях, в книге «Женщина, церковь и Государство» Гейдж доказывает наличие древнего матриархата, который исчез из-за христианства.
Мэрайя Кэри утверждает, что книга Гейдж — единственная историческая монография, написанная суфражисткой, которая выдвигает тезис и подкрепляет его доказательствами.
Нападки Гейдж на церковь стали особенно радикальными после создания в 1890 году более консервативной Национальной американской женской суфражистской ассоциации. В 1913 году NAWSA официально отреклась от «Женщина, Церковь и Государство» и была запрещена законами Комстока.

## Активизм
Гейдж описала себя как «рожденную с ненавистью к угнетению».

### Женское избирательное право
Несмотря на то, что на протяжении всей своей жизни она сталкивалась как с финансовыми, так и с физическими (сердечными) проблемами, её работа по защите прав женщин была обширной, практичной и часто блестяще выполнялась. Гейдж считалась более радикальной, чем Сьюзен Б. Энтони или Элизабет Кэди Стэнтон (вместе с которыми она написала «Историю женского избирательного права» и «Декларацию прав женщин»).
С 1875 по 1876 год она занимала пост президента Национальной ассоциации избирательных прав женщин (NWSA) и более двадцати лет занимала должности председателя Исполнительного комитета или вице-президента. Во время съезда 1876 года она успешно выступила против группы полицейских, которые утверждали, что ассоциация проводила незаконное собрание; они ушли, не предъявив никаких обвинений. Она была делегатом от NWSA на Республиканском национальном съезде 1880 года, Национальном съезде демократической партии 1880 года и съезде партии гринбекеров. Гейдж в течение пяти лет занимала пост президента Ассоциации избирательных прав штата Нью-Йорк, а в 1875—1876 годах — президента Национальной ассоциации избирательных прав женщин, которая в 1890 году была одним из объединений, сформировавших национальную ассоциацию избирательных прав; она также занимала должность второго вице-президента, вице-президента по особым поручениям и председателя исполнительного комитета первоначальной Национальной ассоциации женщин за избирательные права.
В результате кампании, проведенной Ассоциацией за избирательные права женщин штата Нью-Йорк под руководством Гейдж, штат разрешил женщинам избирать членов школьных советов. Гейдж позаботилась о том, чтобы каждая женщина в её районе (Фейетвилл, Нью-Йорк) имела возможность проголосовать, написав письма, в которых информировала их о своих правах, и придя на избирательные участки, чтобы убедиться, что никому не было отказано. В 1871 году Гейдж была в составе группы из 10 женщин, которые пытались принять участие в голосовании. По сообщениям, она стояла в стороне и спорила с избирателями от имени каждой отдельной женщины. Она поддерживала Викторию Вудхалл и (позже) Улисс Грант в президентских выборах 1872 года. В 1873 году она защищала Сьюзен Б. Энтони, когда Энтони предстала перед судом за то, что проголосовала на тех выборах, приводя убедительные юридические и моральные аргументы. В 1884 году Гейдж была сторонником Белвы Локвуд и партии равных прав.
Гейдж безуспешно пыталась предотвратить захват консерваторами женского движения за избирательные права. Сьюзан Б. Энтони, которая помогла основать NWSA, в первую очередь была озабочена получением голосов, и Гейдж сочла этот подход слишком узким. Консервативные суфражистки были вовлечены в движение, полагая, что голосование женщин поможет достичь целей трезвости (запрета алкоголя) и Христианской политики, но не поддерживая более общие социальные реформы. Это консервативное крыло движения было представлено Американской ассоциацией избирательных прав женщин (AWSA). В результате слияния этих двух организаций, инициированного Люси Стоун, Элис Стоун Блэкуэлл и Энтони, в 1890 году была создана Национальная американская ассоциация избирательных прав женщин (NAWSA).
Стэнтон и Гейдж придерживались своих радикальных позиций и выступали против этого слияния, поскольку считали, что оно представляет угрозу отделению церкви от государства. В том же году Гейдж основала Женский национальный либеральный союз (WNLU), президентом которого она была до своей смерти в 1898 году и редактором его официального журнала «Либеральный мыслитель»; другими первоначальными руководителями были Джозефина Кейблс Олдрич, вице-президент; Мэри Эмили Бейтс Куэс, секретарь; и Уильям Ф. Олдрич, казначей. WNLU стал платформой для распространения радикальных и либеральных идей того времени.

### Религия
Вместе со Стэнтон она была ярым критиком христианской церкви, что привело её к разногласиям с консервативными суфражистками, такими как Фрэнсис Уиллард и Женский христианский союз трезвости. Вместо того чтобы утверждать, что женщины заслуживают права голоса, потому что их женская мораль тогда должным образом повлияла бы на законодательство (как это сделал ЖХСТ), она утверждала, что они заслуживают избирательного права как «естественного права». Несмотря на свое неприятие Церкви, Гейдж была по-своему глубоко религиозна и присоединилась к редакционному комитету Стэнтон, чтобы написать женскую Библию.

Гейдж был ярым противником того, что христианская церковь находится под контролем мужчин, и проанализировал многовековую христианскую практику как унизительную и угнетающую по отношению к женщинам. Она считала, что христианская церковь играет центральную роль в процессе подчинения женщин мужчинам, процессе, в котором церковная доктрина и авторитет использовались для того, чтобы изобразить женщин морально неполноценными и по своей сути греховными. Она решительно поддерживала отделение церкви от государства, считая, что «самый большой вред женщинам наносят теологические законы, которые подчиняют женщину мужчине». Писала она в октябре 1881 года:
Считая эту страну политической, а не религиозной организацией … главный редактор The National Citizen будет использовать все свое влияние, как голосом, так и пером, против «Законов о субботе», использования «Библии в школе» и, прежде всего, против поправки, которая введет понятие «Бог в Конституции».

— «Бог в Конституции», стр. 2
В 1893 году она опубликовала книгу «Женщина, церковь и Государство», в которой описывала различные способы, с помощью которых христианство угнетало женщин и укрепляло патриархальные системы. Она была обширной и основывалась в значительной степени на аргументах и идеях, которые она ранее выдвигала в своих речах (и в главе Истории избирательного права женщин, которая носила то же название). Гейдж стала теософом, и последние два года своей жизни её мысли были сосредоточены на метафизических предметах, феноменах и философии спиритизма и теософских исследованиях. Во время своей тяжелой болезни в 1896 году она испытала некоторые озарения, которые усилили её интерес к психическим исследованиям. Она проявляла большой интерес к оккультным тайнам теософии и другим восточным теориям о перевоплощении и безграничной творческой силе человечества.

### Охоты на ведьм
Гейдж также резко критиковала охоту на ведьм, которая проводилась на протяжении 1600-х годов, интерпретируя её как поддерживаемое церковью средство доминирования и преднамеренного убийства женщин. Гейдж использует свою книгу «Женщина, церковь и Государство: оригинальное разоблачение сотрудничества мужчин против женского пола», чтобы подчеркнуть связь между основными убеждениями церкви и ограничениями в отношении женщин как со стороны церкви, так и со стороны государства, и крайности судебных процессов над ведьмами. Она подчеркивает эту связь, утверждая, что мы сможем понять притеснение женщин, исходящее от церкви, на более глубоком уровне, если заменим термин «женщины» на «ведьмы». Гейдж также утверждала, что образованные женщины, выступающие против патриархата, рассматривались как угроза церкви и, следовательно, с большей вероятностью могли быть обвинены в колдовстве. В 1893 году она написала:
Ведьма на самом деле была глубочайшим мыслителем, самым передовым ученым тех времен. Преследование, которое веками велось против ведьм, на самом деле было нападением на науку со стороны церкви. Поскольку знание всегда было силой, церковь боялась, что оно попадет в руки женщины, и наносила ей смертельные удары.

— Женщина, церковь и Государство, стр. 105
Гейдж также выступала против эйджизма, утверждая, что пожилые женщины заслуживают того, чтобы христианская церковь понесла ответственность за крайнее насилие, с которым они сталкивались на протяжении всего семнадцатого века. Гейдж использовала преувеличенные цифры, чтобы подкрепить свои доводы о том, что пожилых женщин так часто обвиняют в колдовстве, что они не получают той любви и внимания, которых заслуживают. Вместо этого подразумевается, что обвиняемые подвергались унижениям и невзгодам, из-за чего пожилая женщина редко умирала от старости. Несмотря на историческую неточность в цифрах в своих утверждениях, Гейдж использовала свои интерпретации охоты на ведьм, чтобы осудить отношение христианской церкви к женщинам и выступить за справедливость.

### Аборты
Как и многие другие суфражистки, Гейдж считала аборт достойной сожаления трагедией, хотя её взгляды на этот счет были более сложными, чем простое несогласие. В 1868 году она написала письмо в «The Revolution» (газету о правах женщин под редакцией Элизабет Кэди Стэнтон и Паркера Пиллсбери), в котором поддерживала точку зрения о том, что аборты — это институт, который поддерживается мужчинами, в котором доминируют и продвигают его. Гейдж принципиально выступал против абортов, объясняя это «эгоистичным желанием» мужей сохранить свое благосостояние за счет уменьшения количества потомства:
Короткая статья о «Детоубийстве» в вашей газете от 12 марта, в которой затронута тема, которая лежит в основе женских заблуждений глубже, чем любая другая. Это отрицание права на себя… Нигде в брачном союзе полов женщина не имела права распоряжаться своим телом. Принудительное материнство — это преступление против тела матери и души ребёнка. … Но преступление, связанное с абортом, — это не то преступление, в котором вина лежит исключительно или даже главным образом на женщине. … Я без колебаний утверждаю, что большая часть этих преступлений, таких как «детоубийство», «аборты», «детоубийцид», совершается мужчинами. Многие женщины беззвучно смеялись над решениями выдающихся медицинских и юридических авторитетов по делам о преступлениях, совершенных против них как против женщины. Никогда, пока она не выступит в качестве присяжного заседателя на таких процессах, справедливые решения не будут и не могут быть вынесены.

— Матильда Джослин Гейдж, «Принадлежит ли женщина самой себе?»

### Развод
Гейдж была весьма озабочена правами женщины на собственную жизнь и тело. В 1881 году она написала на тему развода:
Когда они, подобно преподобному Краммеллу, проповедуют о «скрытой тайне зарождения, удивительном секрете размножающейся жизни, доверенной женщине», они поднимают самоочевидный факт природы, который не нуждается ни в каком другом вдохновении, чтобы показать миру, что мать, а не отец, является истинным главой семьи, и что она должна иметь возможность освободиться от мужа-прелюбодея, сохраняя свое собственное тело священным храмом для божественно-человеческого использования, которым только она, как жрица и хранительница алтаря, должна управлять.

— Матильда Джослин Гейдж, «Проповедь против женщин»
Другие феминистки того периода ссылались на «добровольное материнство», достигаемое посредством нетворческих сексуальных практик по обоюдному согласию, периодического или постоянного полового воздержания или (что наиболее важно) права женщины (особенно жены) отказываться от секса. (Это было до того, как концепция супружеского изнасилования была кодифицирована в Соединённые Штаты.)

### Права коренного населения
Гейдж находилась под влиянием работ Льюиса Генри Моргана и Генри Роу Скулкрафта о коренных американцах в Соединённых Штатах и использовала свои речи и сочинения, чтобы осудить жестокое обращение с ними. Она была возмущена тем, что федеральное правительство попыталось навязать им гражданство, тем самым отрицая их статус отдельной нации и их привилегии по договору.

Она написала в 1878 году:
То, что индейцы подвергались угнетению — это правда, но Соединённые Штаты заключили с ними договоры, признающие их в качестве отдельных политических сообществ, и долг по отношению к ним требует от правительства не принудительного получения гражданства, а добросовестного выполнения своих обязательств.

— Матильда Джослин Гейдж, «Индейское гражданство»
В своей работе 1893 года ««Женщина, церковь и государство»» она, в частности, назвала общество ирокезов «матриархатом», в котором женщины обладали истинной властью, отметив, что система наследования по женской линии (матрилинейность) и имущественные права женщин привели к более равноправным отношениям между мужчинами и женщинами. Гейдж провела некоторое время среди ирокезов и получила имя Карониенхави — «та, кто держит небо» — после посвящения в клан Волка. Она была принята в Совет матрон ирокезов.

## Семья
Гейдж, которая большую часть своей жизни прожила в Фейетвилле, Нью-Йорк, на улице Э. Дженеси, 210, родила пятерых детей от своего мужа: Чарльза Генри (который умер в младенчестве), Хелен Лесли, Томаса Кларксона, Джулию Луизу и Мод.
Мод, которая была на десять лет младше всех в семье, поначалу привела свою мать в ужас, когда объявила о своем намерении выйти замуж за Фрэнка Баума, в то время всего лишь начинающего актёра, на счету которого было всего несколько пьес. Однако через несколько минут Гейдж начала смеяться, очевидно, осознав, что её упор на то, что все люди принимают решения самостоятельно, не ускользнул от внимания её упрямой дочери, которая отказалась от шанса на карьеру юриста, когда такие возможности для женщин были редкостью. Гейдж проводила шесть месяцев в году с Мод и Фрэнком, которые прониклись к ней большим уважением; по мнению ученых, его самые известные работы, серия которых начинается с «Чудесного волшебника страны Оз», свидетельствуют о её политическом влиянии.[44]
У единственного сына Гейдж и его жены Софии родилась дочь Дороти Луиза Гейдж, которая родилась в Блумингтоне, штат Иллинойс, 11 июня 1898 года. Тетя Мод, которая мечтала о дочери, души в ней не чаяла. Младенец умер в ноябре, когда ему было всего пять месяцев, и эта смерть так расстроила Мод, что ей потребовалась медицинская помощь. Чтобы почтить скорбь жены, Фрэнк назвал главную героиню своей следующей книги Дороти Гейл. В 1996 году доктор Салли Рош Вагнер, биограф Матильды Джослин Гейдж, обнаружила могилу юной Дороти в Блумингтоне. В память о девочке 21 мая 1997 года на её могиле был установлен мемориал. Этого ребёнка часто путают с её двоюродной сестрой с таким же именем, Дороти Луизой Гейдж (1883—1889), дочерью Хелен, старшей из выживших дочерей Матильды Гейдж.
Гейдж умерла в доме Баумов в Чикаго в 1898 году. Хотя она была кремирована, на кладбище Фейетвилл есть мемориальный камень, на котором высечен её девиз: «Есть слова слаще, чем мать, Дом или Небеса. Это слово — Свобода».
Её правнучкой была сенатор США от Северной Дакоты Джослин Бердик.

## Эффект Матильды и наследие
В телесериале «Мечтатель из страны Оз» (1990) Матильду Гейдж играет Ру Макклэнахан.
В 1993 году историк науки Маргарет У. Росситер, в честь Матильды Гейдж, ввела в обиход термин «эффект Матильды», чтобы обозначить социальную ситуацию, когда женщины-ученые ошибочно получают меньше признания за свою научную работу, чем могло бы показать объективное изучение их реальных усилий. «Эффект Матильды» противоположен «эффекту Матфея», при котором уже известным ученым приписывают новые открытия. Наследие Гейджа было подробно описано в биографиях, опубликованных Салли Рош Вагнер и Шарлоттой М. Шапиро.
В 1995 году Гейдж была введена в Национальный зал славы женщин.
В 2022 году в Саратога-Спрингс был открыт национальный знак «Голосуй за женщин» в память о Гейдж и о том, как она помогла основать Ассоциацию избирательных прав женщин штата Нью-Йорк в Саратога-Спрингс.
Мемориальная доска в память о Гейдж установлена рядом с домом Гейдж в Фейетвилле.
В доме Гейдж в Фейетвилле находится Фонд Матильды Джослин Гейдж, и он открыт для посещения как исторический дом-музей.

## Избранные работы
С мая 1878 по октябрь 1881 года Гейдж была редактором журнала «Гражданин и избирательная урна», а с 1890 года — редактором журнал
а «Либеральный мыслитель». Эти публикации предоставили ей возможность публиковать эссе и мнения. Ниже приведен неполный список.
- «Принадлежит ли женщина самой себе?», опубликована в «Революции», 9 апреля 1868 г., изд. Элизабет Кэди Стэнтон, Паркер Пиллсбери. стр. 215—216.
- «Проспект», опубликован в «Национальном гражданине и урне для голосования», изд. Матильда Э. Дж. Гейдж. Май 1878 г., стр. 1.
- «Индейское гражданство», опубликованное в «Национальном гражданине и урне для голосования», изд. Матильда Э. Дж. Гейдж. Май 1878 г., стр. 2.
- «Все права, которых я хочу», опубликована в «Национальном гражданине и урне для голосования», изд. Матильда Э. Дж. Гейдж. Январь 1879 г., стр. 2.
- «Проповедь против женщин», опубликована в «Национальном гражданине и урне для голосования», изд. Матильда Э. Джей Гейдж. Сентябрь 1881 г., стр. 2.
- «Бог в конституции», опубликована в «Национальном гражданине и урне для голосования», изд. Матильда Э. Дж. Гейдж. Октябрь 1881 г., стр. 2.[39]
- «Чего требует правительство», опубликована в «Национальном гражданине и урне для голосования», изд. Матильда Э. Дж. Гейдж. Октябрь 1881 г., стр. 2.[39]
- «Работающие женщины», опубликована в национальном журнале «Гражданин и избирательная урна», изд. Матильда Э. Дж. Гейдж. Октябрь 1881 г., стр. 3.[39]
- Женщина-изобретательница, 1870, Фейетвилл, Нью-Йорк: Ф. А. Дарлинг
- История избирательного права женщин, 1881 год, главы Кэди Стэнтон, Э., Энтони, С.Б., Гейджа, М. Э. Дж., Харпера, И.Х. (переиздана в 1985 году издательством Salem NH: Ayer Company)
- The Aberdeen Saturday Pioneer, 14 и 21 марта 1891 года, редактор и редакционные статьи. Возможно, она написала несколько предыдущих неподписанных редакционных статей, а не Фрэнк Баум, для которого она оформляла выпуск газеты.
- «Женщина, церковь и Государство», 1893 (переиздана в 1980 году издательством Watertowne MA: Persephone Press)